# Weltorganisation gegen Folter
Die Weltorganisation gegen Folter (OMCT; von französisch Organisation Mondiale contre la Torture; englisch World Organisation Against Torture), 1985 in Genf gegründet, ist eine internationale Allianz von Nichtregierungsorganisationen die sich dem Kampf gegen Folter, Hinrichtungen im Schnellverfahren unter Gewaltanwendung und andere Formen von Menschenrechtsverletzungen widmen. Die internationale Organisation gehört mit Amnesty International und Human Rights Watch zu den einflussreichsten Nichtregierungsorganisationen und spielt eine aktive Rolle bei den UN Human Rights Treaty Bodies und beim in Genf tätigen UN-Menschenrechtsrat.
Der Sitz der Organisation befindet sich in Genf.

## Aktivitäten
- Öffentliche Denunzierung von Folter und anderen Menschenrechtsverletzungen: Auf der Basis von Informationen von Mitgliedern ihres Netzwerkes (200 NROs in mehr als 90 Staaten)[2] richtet die OMCT sogenannte Dringlichkeitsappelle (urgent appeals) an staatliche und zwischenstaatliche Institutionen, Nichtregierungsgremien und Interessenverbände zu erreichen.
- Mitarbeit in UN-Organisationen im Rahmen präventiver Maßnahmen gegen Folter und Menschenrechtsverletzungen.
- Direkte medizinische, juristische und soziale Unterstützung von Opfern.[3][4]

## Publikationen
Die Organisation veröffentlicht aus ihrem Fachgebiet Fachberichte, Informationsbroschüren sowie Stellungnahmen.